# پگشتورف
پگشتورف (به آلمانی: Pegestorf) یک شهر در آلمان است که در هولتسمیندن واقع شده‌است. پگشتورف ۴۸۱ نفر جمعیت دارد.